# Unforgiven (televisieserie)
Unforgiven is een Britse miniserie in drie delen uit 2009 geschreven door Sally Wainwright. In de hoofdrol Suranne Jones als Ruth Slater.

## Verhaal
Ruth Slater komt na 15 jaar uit de gevangenis vrij. Ze heeft vastgezeten voor de moord op twee politieagenten. In de vrijheid moet zij zich weer leren aan te passen. Zij wil nu graag haar zusje Katie zien, in de gevangenis heeft ze nooit iets van haar vernomen. Katie is geadopteerd na de veroordeling van Ruth. Zij probeert haar te vinden.

## Rolverdeling
| Acteur                  | Personage        |
| ----------------------- | ---------------- |
| Suranne Jones           | Ruth Slater      |
| Siobhan Finneran        | Izzy Ingram      |
| Peter Davison           | John Ingram      |
| Douglas Hodge           | Michael Belcombe |
| Jemma Redgrave          | Rachel Belcombe  |
| Flora Spencer Longhurst | Emily Belcombe   |
| Emily Beecham           | Lucy Belcombe    |
| Matthew McNulty         | Steve Whelan     |
| Jack Deam               | Kieran Whelan    |
| Faye McKeever           | Hannah Whelan    |
| Will Mellor             | Brad             |